# Bombylius comastes
Bombylius comastes är en tvåvingeart som beskrevs av Enrico Adelelmo Brunetti 1909. Bombylius comastes ingår i släktet Bombylius och familjen svävflugor. Inga underarter finns listade i Catalogue of Life.